# Floorball-Bundesliga Österreich 2018/19
Die Floorball-Bundesliga Österreich 2018/19 war die 18. Spielzeit der österreichischen Floorball-Bundesliga.

## Herren-Bundesliga (Großfeld)
Die österreichische Floorball-Staatsmeisterschaft auf dem Großfeld der Herren begann am 15. September 2018 im Rahmen der Internationalen Floorball-Liga. Titelverteidiger war der SU Wiener FV. In der Finalserie des Österreich-Playoffs setzte sich der SU Wiener FV mit 2:1 Siegen gegen VSV Unihockey durch.

### Teilnehmer
- VSV Unihockey
- SU Wiener FV
- KAC Floorball
- UHC Linz
- IBC Leoben
- IC Graz
- Hot Shots Innsbruck

### Modus
Die Wertung der Vorrunde zur österreichischen Herren(-Großfeld)-Staatsmeisterschaft wurde in zwei voneinander getrennten Tabellen abgebildet: Die Resultate der Spiele der drei österreichischen Top-Teams (VSV Unihockey, SU Wiener FV und KAC Floorball) in der  IFL und den Begegnungen mit den anderen österreichischen Teams (Tabelle AUT1), bzw. die Resultate der Spiele der restlichen österreichischen Teams (UHC Linz, IBC Leoben, IC Graz und Hot Shots Innsbruck) untereinander und jenen mit den drei Top-Teams (Tabelle AUT2). Die Top-Teams waren für das Österreich-Playoff fix qualifiziert. Der vierte Teilnehmer des Österreich-Playoffs wurde in einem „Best of 3“-Modus zwischen dem Erstplatzierten und Zweitplatzierten der Tabelle AUT2 ermittelt. Aus diesen wurden in einer „Best of 3“-Serie die Finalisten ermittelt. Das Finale wurde ebenfalls im „Best of 3“-Modus ausgespielt.
| Pl. | Verein        | Sp. | S(OT) | N(OT) | Diff. | Pkt. |
| --- | ------------- | --- | ----- | ----- | ----- | ---- |
| 01. | SU Wiener FV  | 14  | 11(1) | 03(0) | +063  | 32   |
| 02. | VSV Unihockey | 14  | 9(2)  | 05(1) | +049  | 26   |
| 03. | KAC Floorball | 14  | 8(3)  | 06(3) | +028  | 24   |

| Pl. | Verein              | Sp. | S(OT) | N(OT)  | Diff. | Pkt. |
| --- | ------------------- | --- | ----- | ------ | ----- | ---- |
| 01. | UHC Linz            | 12  | 9(0)  | 03(0)  | −05   | 27   |
| 01. | Hot Shots Innsbruck | 12  | 5(1)  | 07(0)  | −028  | 14   |
| 02. | IBC Leoben          | 12  | 4(1)  | 08(1)  | −024  | 12   |
| 03. | IC Graz             | 12  | 0(0)  | 012(1) | −097  | 1    |

### Play-offs – Halbfinale
- UHC Linz – Hot Shots Innsbruck  7:8 (3:2, 2:3, 2:3) am 16. Februar 2019
- Hot Shots Innsbruck – UHC Linz  5:11 (0:3, 2:4, 3:4) am 24. Februar 2019
- UHC Linz – Hot Shots Innsbruck  14:3 (3:0, 4:1, 7:2) am 2. März 2019
- SU Wiener FV – UHC Linz  6:7 (3:0, 1:2, 2:5) am 9. März 2019
- VSV Unihockey – KAC Floorball  4:6 (1:2, 0:2, 3:2) am 9. März 2019
- KAC Floorball – VSV Unihockey  5:6 (1:2, 2:1, 2:3) am 16. März 2019
- UHC Linz – SU Wiener FV  2:15 (0:4, 1:4, 1:7) am 16. März 2019
- SU Wiener FV – UHC Linz  12:2 (2:1, 3:1, 7:0) am 23. März 2019
- VSV Unihockey – KAC Floorball  6:1 (0:1, 3:0, 3:0) am 23. März 2019

Damit zogen SU Wiener FV und VSV Unihockey in das Finale ein.

### Finale
- 1. Spiel: SU Wiener FV – VSV Unihockey  6:4 (0:1, 3:1, 3:2) am 30. März 2019
- 2. Spiel: VSV Unihockey – SU Wiener FV  5:4 (2:1, 0:0, 2:3, 1:0 OT) am 6. April 2019
- 3. Spiel: SU Wiener FV – VSV Unihockey  4:3 (2:0, 2:1, 0:2) am 13. April 2019

SU Wiener FV wurde mit 2:1 Siegen Österreichischer Herren-Floorball-Staatsmeister 2019.

## Damen-Bundesliga (Großfeld)
Die österreichische Floorball-Staatsmeisterschaft auf dem Großfeld der Damen begann am 30. September 2018. Titelverteidiger war der TVZ Wikings Zell am See.

### Teilnehmer
- TVZ Wikings Zell am See
- Hot Shots Innsbruck/VSV Unihockey
- UHC Linz/UHC Alligator Rum
- FBC Dragons Wien/SU Wiener FV

### Modus
Die Vorrunde zur österreichischen Damen(-Großfeld)-Staatsmeisterschaft wurde in einer einfachen Vor- und Rückrunde ausgespielt. Die vier teilnehmenden Mannschaften des Grunddurchgangs ermittelten in einer „Best of 3“-Serie die Finalisten. Das Finale wurde ebenfalls im „Best of 3“-Modus ausgespielt.
| Pl. | Verein                            | Sp. | S(OT) | N(OT) | Diff. | Pkt. |
| --- | --------------------------------- | --- | ----- | ----- | ----- | ---- |
| 01. | TVZ Wikings Zell am See           | 6   | 6(2)  | 00(0) | +016  | 16   |
| 01. | Hot Shots Innsbruck/VSV Unihockey | 6   | 3(0)  | 03(0) | −04   | 9    |
| 02. | UHC Linz/UHC Alligator Rum        | 6   | 2(1)  | 04(1) | −03   | 6    |
| 03. | FBC Dragons Wien/SU Wiener FV     | 6   | 1(0)  | 05(2) | −09   | 5    |

### Play-offs – Halbfinale
- TVZ Wikings Zell am See – FBC Dragons Wien/SU Wiener FV  10:4 (2:2, 4:1, 4:1) am 16. Februar 2019
- Hot Shots Innsbruck/VSV Unihockey – UHC Linz/UHC Alligator Rum  2:4 (1:1, 0:1, 1:2) am 17. Februar 2019
- FBC Dragons Wien/SU Wiener FV – TVZ Wikings Zell am See  5:4 (2:1, 2:1, 1:2) am 23. Februar 2019
- UHC Linz/UHC Alligator Rum – Hot Shots Innsbruck/VSV Unihockey  4:3 (1:1, 0:2, 3:0) am 23. Februar 2019
- TVZ Wikings Zell am See – FBC Dragons Wien/SU Wiener FV  6:7 (1:2, 2:4, 3:0, 0:1 OT) am 2. März 2019

Damit zogen UHC Linz/UHC Alligator Rum und FBC Dragons Wien/SU Wiener FV in das Finale ein.

### Finale
- 1. Spiel: UHC Linz/UHC Alligator Rum – FBC Dragons Wien/SU Wiener FV  10:6 (3:2, 1:1, 6:3) am 23. März 2019
- 2. Spiel: FBC Dragons Wien/SU Wiener FV – UHC Linz/UHC Alligator Rum  9:6 (3:3, 3:1, 3:2) am 30. März 2019
- 3. Spiel: UHC Linz/UHC Alligator Rum – FBC Dragons Wien/SU Wiener FV  7:3 (2:0, 2:0, 3:3) am 6. April 2019

UHC Linz/UHC Alligator Rum wurde Österreichischer Damen-Floorball-Staatsmeister 2019.